# Здание биржи (Стокгольм)
Зда́ние би́ржи, или зда́ние Шве́дской акаде́мии (швед. Börshuset) — общественное здание эпохи классицизма, расположенное в историческом центре Стокгольма (Гамластане), в северной части площади Стурторьет.
Возведено в 1773—1777 годах по проекту молодого архитектора Эрика Пальмстедта, которому покровительствовал король Густав III. До 1990 года в здании проходили биржевые торги, поэтому в путеводителях оно до сих пор фигурирует как здание Стокгольмской фондовой биржи.
В настоящее время здание используется Шведской академией для проведения своих заседаний, в том числе для избрания лауреата Нобелевской премии по литературе. В здании располагаются также Нобелевская библиотека и музей Нобелевской премии.